# Джулиано Сарти
Джулиано Сарти (на италиански: Giuliano Sarti) е бивш италиански футболен треньор и вратар.
Сарти започва да играе футбол с отбори от регионалните дивизии на Италия, докато през 1954 г. отива във Фиорентина. Утвърждава се като титулярен вратар и следващата година фиоре стават шампиони на Италия. Това значи че ще участват в турнира на новоучредения КЕШ. Там Ла Виола стигат до финала, но са победени от Реал Мадрид на Раймон Копа и Алфредо Ди Стефано. Сарти изиграва 220 мача за виолетовите до 1963 г. и печели още: една Купа на Италия (1961), КНК (1961), Копа деле Алпи (1961), Купа на Приятелството (Купа Франция-Италия, 1959, 1960) и Купа Грасхопърс.
Преминава в редиците на Великият Интер на Еленио Ерера. Първия си сезон при черно-сините, губи финалния плейоф за скудетото. Следващата и по-следващата година става шампион на Европа, два пъти поред печели междуконтиненталната купа и два пъти поред скудетото. Прес сезон 1966-67 губи финал за КЕШ, а в италианското първенство след цяла година начело в класирането в последния мач срещу АК Мантова, Сарти прави грешка и допуска гол, който лишава тима му от титлата. През 1968 г. преминава в Ювентус, където слага край на кариерата си.
Сарти е единствения италиански вратар с четири финала от КЕШ и първия италиански вратар печелил международен турнир (КНК с Фиорентина).

## Отличия
- Шампион на Италия: 3

Фиорентина: 1955-56
Интер: 1964-65, 1965-66, 1970-71
- Купа на Италия: 1

Фиорентина: 1961
- Купа на Европейските шампиони: 2

Интер: 1963-64, 1964-65
- Междуконтинентална купа: 2

Интер: 1964, 1965
- Купа на носителите на купи: 1

Фиорентина: 1961
- Купа Грасхопърс: 1

Фиорентина: 1952-1957
- Купа Франция-Италия: 2

Фиорентина: 1959, 1960
- Копа деле Алпи: 1

Фиорентина: 1961